# Vernon (Alabama)
Vernon es una ciudad ubicada en el condado de Lamar en el estado estadounidense de Alabama. En el año 2000 tenía una población de 2143 habitantes y una densidad poblacional de 140,1 personas por km².

## Demografía
En el 2000 la renta per cápita promedia del hogar era de $27,344, y el ingreso promedio para una familia era de $36,618. El ingreso per cápita para la localidad era de $14,784. Los hombres tenían un ingreso per cápita de $31,550 contra $19,470 para las mujeres.

## Geografía
Vernon se encuentra ubicada en las coordenadas 33°45′23″N 88°6′41″O / 33.75639, -88.11139. Según la Oficina del Censo, la localidad tiene un área total de 15,3 km² (5,9 mi²), de la cual 15,3 km² (5,9 mi²) es tierra y 0 km² (0 mi²) (0%) es agua.